# Paraminota
Paraminota es un género de escarabajos  de la familia Chrysomelidae. En 1989 Scherer describió el género. Contiene las siguientes especies:
- Paraminota bhaumiki (Basu & Sen Gupta, 1982)
- Paraminota heteropunctata (Basu & Sen Gupta, 1982)
- Paraminota himalayensis (Basu & Sen Gupta, 1982)
- Paraminota hiranoi (Takizawa, 1982)
- Paraminota lamprosomoides (Medvedev, 1990)
- Paraminota lauribina Konstantinov, 2002
- Paraminota minima Scherer, 1989
- Paraminota minuta (Medvedev, 1990)
- Paraminota nepalensis Doberl, 1991
- Paraminota philippinica (Medvedev, 1993)